# Kogerpolder
Kogerpolder is een polder en buurtschap in de gemeenten Alkmaar en Castricum in de Nederlandse provincie Noord-Holland. De Kogerpolder is gelegen tussen Starnmeer, De Woude en West-Graftdijk. De polder valt grotendeels onder Starnmeer (gemeente Alkmaar). Alleen heet westelijkste deel, westelijk van de provinciale weg 246 ligt, valt onder De Woude (gemeente Castricum). Oude schrijfwijzen voor de polder en plaats zijn onder meer de Koogerpolder en de Cooger Polder.

## Geschiedenis
De Kogerpolder werd in de 17e eeuw enkele jaren na de drooglegging van de aangrenzende Starnmeer ingepolderd. Voor de inpoldering was het deels al een land dat buitendijks was gelegen.
De Markervaart, die nu de westelijke begrenzing vormt van de Kogerpolder, werd aanvankelijk gegraven bij de droogmaking van de Schermeer, om overtollig water af te voeren, en fungeerde later als de westelijke ringvaart van de Starnmeer. Tussen de Kogerpolder en de Starnmeer liep ook nog een vrij ondiepe slootvaart. Door de loop en ligging was het niet ideaal om deze uit te graven tot een echte vaart voor grotere schepen. Het net even kortere stuk tussen de Markervaart en het latere Noordhollandsch Kanaal was daardoor goedkoper om aan te leggen, wel werd een stukje van de slootvaart daarbij gebruikt. In het begin van de 19e eeuw werd het Noordhollandsch Kanaal aangelegd waardoor het los kwam te liggen van noordelijke dijken. Midden 19e eeuw werd er door de Kogerpolder een nieuw kanaal gegraven dat de Markervaart en het Noordhollandsch Kanaal met elkaar verbond. Dit deel van de vaart werd de Kogerpoldervaart genoemd.
Schuin tegenover West-Graftdijk ontstond de Kogerpolderhaven. Deze haven was een tijdje een belangrijke overzethaven voor het vrachtverkeer dat naar en over de Zaan voer. Door de aanleg van het Noordzeekanaal in 1876 en voltooiing van de verbeteringen aan de haven van Zaandam in 1885 raakte de haven in onbruik. De vaart was ook in de periode niet goed bijgehouden en de Markervaart werd aan de westkant van Kogerpolder doorgetrokken. Hierdoor werd De Woude een echt eiland. Dit deel van de Markervaart wordt ook wel geduid als de Kogerpoldervaart.
De polder werd bemalen door een windmolen die in 1923 werd gesloopt en werd vervangen door een windmotor naar Amerikaans model. Ook deze is inmiddels verdwenen.
Tot en met 31 december 2014 was een deel van de plaats Kogerpolder onderdeel van de gemeente Graft-De Rijp, die op 1 januari 2015 deel is opgegaan in de gemeente Alkmaar.